# Alfred Schnittke
Álfred Garrievitch Schnittke (em russo, Альфре́д Га́рриевич Шни́тке, Al'fred Garrievič Šnitke; Engels, Rússia, 24 de novembro de 1934 — Hamburgo, 3 de agosto de 1998) foi o compositor mais importante a surgir na Rússia desde Dmitri Shostakovich.
A sua música, nos seus primeiros anos, demonstra uma forte influência de Shostakovich. Desenvolveu uma técnica poliestilística em trabalhos tais como a sua épica Sinfonia nº 1 (1969-1972) e o seu  Concerto Grosso nº 1 (1977).
Nos anos 1980, sua música começou a ser reconhecida fora de seu país. Escreveu então o   Quartetos para Cordas n°2 (1980) n°3 (1983) e também um Trio para Cordas (1985), o ballet Peer Gynt (1985-1987), as sinfonias n°3 (1981), n°4 (1984) e  n°5 (1988), além do Concerto para viola (1985) e do Concerto para Violoncelo (1985-1986).
Em 1985, sofreu seu primeiro AVC. À medida que sua saúde se deteriorava, o compositor foi abandonando a extroversão do seu poliestilismo, adotando um estilo mais introspectivo e sombrio.

## Biografia
Filho de um jornalista judeu da Alemanha e de uma professora católica  alemã do Volga, iniciou os estudos musicais em Viena.
Aos 14 anos, mudou-se para Moscou, onde se formou em piano e regência coral. Graduou-se no Conservatório de Moscou, onde concluiu sua pós-graduação e trabalhou como professor até os 38 anos de idade. A partir de 1972, dedicou-se ao cinema e compôs mais de 60 bandas sonoras em menos de 12 anos. Paralelamente aos filmes, alcançou prestígio internacional pela composição do Concerto Grosso nº 1, passando a reger suas obras. 
Chegou a conhecer Dmitri Shostakovich, por quem tinha muita admiração musical. No entanto, não tiveram um contacto muito próximo.
Escreveu nove sinfonias, seis concerti grossi, inúmeros concertos, três óperas, ballets e música de câmara.
Recebeu prémios e condecorações por toda a Europa e Estados Unidos. 
Em 1985 sofreu o primeiro de uma série de derrames, que o levariam à morte, aos 64 anos.
Schnittke e sua música foram frequentemente vistos com desconfiança pela burocracia soviética. Sua Primeira Sinfonia foi proibida pela União dos Compositores. Em 1980, depois que ele se absteve de votar na União, foi proibido de viajar para fora da URSS. Em 1985, sofreu o primeiro derrame, que o deixou em coma. Chegou a ser declarado clinicamente morto em várias ocasiões, mas se recuperou e continuou a compor. Em 1990, deixou a Rússia e estabeleceu-se em Hamburgo. Entretanto sua saúde se degradou. Ele ainda sofreria vários outros AVCs até sua morte, em 3 de agosto de 1998, aos 64 anos.

## Obras mais importantes
- 1968 (orquestrada em 1987) - Sonata n.º 2 para violino e piano "Quasi una sonata"
- 1976-1977 - Concerto grosso n.º 1, para dois violinos, cravo, piano  preparado e cordas
- 1982 - A Paganini, para violino solo
- 1988 - Concerto para piano a quatro mãos e orquestra de câmara

## Sobre Schnittke
Em 2007 foi publicado pela Algol Editora o livro Schnittke, música para todos os tempos, uma biografia do compositor, escrita por Marco Aurélio Scarpinella Bueno.